# Arash Borhani
Arash Borhani est un footballeur iranien né le 14 septembre 1983 à Kerman. Il joue au poste d'attaquant avec l'équipe d'Iran et le club d'Esteghlal Teheran. Il mesure 1,75 m.

## Carrière

### En club
- 1997-2001 : Shahrdari Kerman -  Iran
- 2001-2006 : Paas Teheran -  Iran
- 2006-2007 : Al Nasr Dubaï -  Émirats arabes unis
- 2007 : Paas Teheran -  Iran
- 2007- : Esteghlal Teheran -  Iran

### En équipe nationale
Il a marqué des buts importants lors des matchs de qualification pour les jeux olympiques de 2004 et pour la coupe du monde 2006.
Borhani participe à la coupe du monde 2006 avec l'équipe d'Iran.

## Palmarès
- 33 sélections en équipe nationale (10 buts) depuis 2003